# Сент-Джеймс-Уиндуорд
Сент-Джеймс-Уиндуорд (англ. Saint James Windward Parish) — один из 14 округов (единица административно-территориального деления) государства Сент-Китс и Невис. Расположен на острове Невис. Административный центр и крупнейший город — Ньюкасл. Площадь 31,1 км² (самый большой округ Сент-Китса и Невиса), население 1 836 человек (2001).